# Park Yong-woo (Fußballspieler)
Park Yong-woo (koreanisch 박용우; * 10. September 1993 in Goyang) ist ein südkoreanischer Fußballspieler.

## Karriere

### Verein
Nach seiner Zeit in der Universitätsmannschaft der Konkuk University schloss er sich zur Saison 2015 dem FC Seoul an. Hier wurde er mit der Mannschaft gleich in seiner ersten Saison Pokalsieger und in der Folgesaison auch noch Meister. Zur Spielzeit 2017 folgte dann sein Wechsel zu Ulsan Hyundai, wo er nach einem weiteren Pokalgewinn Ende 2019 per Leihe zu Sangju Sangmu sowie später Gimcheon Sangmu ging, wo er über die Zeit seines Militärdienstes spielte. Im Sommer 2021 kehrte er nach Ulsan zurück und war hier nochmal bis Sommer 2023 aktiv. Während dieser Zeit hier gewann er mit seiner Mannschaft auch noch zwei Mal die Meisterschaft.
Seit der Spielzeit 2023/24 steht er in den Vereinigten Arabischen Emiraten bei al-Ain unter Vertrag.

### Nationalmannschaft
Er gehörte beim Fußball-Turnier der Olympischen Spiele 2016 zum Kader der südkoreanischen Mannschaft und kam hier in allen Partien bis auf das erste Gruppenspiel zum Einsatz. Zuvor war er bereits Teil der U-23-Mannschaft bei der Asienmeisterschaft 2016, wo er mit seinem Team im Finale Japan unterlag.
Erstmals für die A-Nationalmannschaft kam er am 16. Juni 2023 bei einer 0:1-Freundschaftsspielniederlage gegen Peru zum Einsatz. Dort wurde er zur 73. Minute für Won Du-Jae eingewechselt. Nach einigen weiteren Freundschaftsspielen im Herbst des Jahres bekam er ab November 2023 auch einen Einsatz in der Qualifikation für die Weltmeisterschaft 2026. Auch bei der Asienmeisterschaft 2024 gehörte er mit zum Kader und hatte hier beim 3:1-Auftaktsieg über den Bahrain sein Turnier-Debüt.